# Радомльський замок
Радомльський замок — колишній замок між селами Радомль та Олександрівка Чауського району, який існував у 12 — 17 століттях. Замчище займало городище XII — XIII століть, розташоване на мисі високого лівого берега річки Радуча, притока Проні. Місце овального поселення (53x40 м) з півночі було захищене валом у формі хребта заввишки близько 4,7 м і завширшки біля основи до 8 м. Раннє поселення по периметру було оточене насипом, який зараз вирівняний, за винятком північної ділянки. Південний, нижчий край замкового плацу, височіє на 16 м над долиною Радучі, північно-східний — понад 18 м. Замчище було відокремлено від прибережного плато ровом завглибшки 10 м і завширшки 40 м.
Інвентарі Радомльського замку не збереглися. Дослідження свідчать, що замок мав щонайменше 4 вежі: вхідна вежа-брама, бойова вежа на хребті на хребті з півночі, 2 башти розташовувались по периметру стін. Вихід із замку на річку здійснювався через невеликі «ворота-кватирку» в товщі оборонних стін.
Археологічні дослідження в Радомлі свідчать, що в 14-17 ст. тут були споруджені дерев'яні оборонні стіни у вигляді частоколу та традиційних городні, обмазаних глиною. Вони стояли на валу, який неодноразово підсипався. У південній, найбільш захищеній частині замку, була старовинна криниця, яка зберегла лійкоподібну западину діаметром близько 8 м і завглибшки понад 4,5 м.
12 вересня 1527 року замок «від двору і бояр, і їх маєтків, і від села» подарував великий князь литовський і король Польщі Сигізмунд I Старий князю Михайлу Івановичу Жаславському. У 1528 р. на прохання короля Жаславський передав Радомль своєму синові Федору, який поїхав служити московському князю. 3 1528 р. Радомль знову став великокнязівським володінням.
У 1535 р. Радомльський замок сильно постраждав під час облоги. У листі до панів-ради король звернув увагу на необхідність термінового «отправеня замку… Радомля по добыванию Московского о опатрене спижею и учинене подможеня боярам». Половина всього хліба, зібраного у волості, надходила на зерносховище Радомльського замку для формування запасів на випадок облоги, а доходи від корчем та митниць — на утримання місцевих зброярів. Вогнепальна зброя зберігалася в арсеналі Радомльського замку, який централізовано постачався з Вільнюського гарматного двору. У 1552 — 1565 роках для постійного гарнізону сюди були завезені гаківниці, ручниці, різні боєприпаси. Місцева шляхта попросила короля на Вільнюському сеймі 1569 р. «Радомлянский замок оправить або его знову будовать расказать рачил».
Під час Лівонської війни 1558—1582 років Радомльський замок був спалений.
Під час війни 1654—1667 рр. років у Радомлі в Білорусі сформувалися козацькі полки. К. Поклонський згодом поселив частину козаків Ніжинського полку. Замок не відіграв великої ролі у війні і не згадується в історичних джерелах після 17 століття.